# Орукун
Орукун (англ. Aurukun) — община аборигенов, расположена на крайнем севере Квинсленда в Австралии, в 2461 км на северо-запад от Брисбена, в 802 км на северо-запад от Кэрнса и в 174 км на юг от Уэйпы. Западная часть города находится на побережье залива Карпентария, поэтому в течение сезона дождей дороги становятся непроходимы. Район богат залежами бокситов.
В марте 2008 года, Сидней Морнинг Геральд сообщила что стандарты правосудия, образования и безопасности детей в Орукуне полностью разрушены, и что группа правосудия местной общины призвала увезти детей из города для их собственной безопасности и благополучия.

## История
Миссия Орукун (известная тогда как миссионерская станция Арчер-Ривер) была основана 4 августа 1904 года для Пресвитерианской Церкви Австралии преподобным Артуром и госпожой Мэри Ричтер, двумя моравскими миссионерами и управлялась согласно требованиям Закона об аборигенах Квинсленда (некоторые из нынешних жителей обучались у этих миссионеров и хорошо помнят их). Коренные жители были переселены с обширных окрестных земель, многие против своей воли, в поселение миссионеров.
Когда в поселение в 1924 году прибыл суперинтендант, Орукун состоял приблизительно из двадцати полуразвалившихся хижин покрытых корой деревьев, а большинство жителей проживало в буше. Занятия начальной школы проводились в зале церкви. Когда в 1964 году была открыта школа, число учащихся увеличилось с 40 до 140 человек в среднем. К тому моменту большинство зданий представляли собой приподнятые над землёй деревянные дома с двумя или тремя комнатами и небольшой верандой.
С приходом миссионеров, детей стали содержать в общежитиях, чтобы изолировать их от влияния своего народа. Однако многие люди оставались за пределами миссии вплоть до 1950-х годов, что обеспечивало их культуре силу.
В эти же годы, известные уже несколько лет, залежи бокситов в Орукуне и Уэйпе были изучены для оценки потенциальной добычи. Был выбран участок в Уэйпе, однако спорным решением 1975 года квинслендское правительство Бжелке-Питерсона (Bjelke-Petersen) санкционировало добычу в Орукуне и взяло под непосредственный контроль штата саму общину. Жители Орукуна были против этого и протестовали обратившись за помощью к федеральному правительству.
После длительных переговоров проект закона о самоуправлении резервации был внесён на рассмотрение федеральным парламентом, а 7 апреля 1978 года был принят Закон аборигенов и островитян пролива Торреса (о самоуправление резерваций и общин Квинсленда).
Дальнейшие переговоры велись уже между министрами Квинсленда и федерального правительства, и 22 мая 1978 года вступил в силу Закон о местном самоуправлении (аборигенных земель) — арендный договор на землю в пределах графства Орукун сроком на 50 лет. Орукун и графство Морнингтон являются единственными общинами коренного населения в Квинсленде имеющими свои органы власти. Объединённая (преемница Пресвитерианской) церковь была лишена всех прав и собственности в общине. В 2004 году поселению дали аборигенное название Орукун.
В 2007 году, девять человек из Орукуна получили испытательный срок и другие мягкие приговоры, будучи признанными виновными в изнасиловании десятилетней девочки. Мягкие приговоры вызвали международное осуждение и стали катализатором для пересмотра приговоров за сексуальное насилие в общинах коренного населения Квинсленда.

## Название
Орукун — так местные аборигены называют большую лагуну на реке Уотсон к югу от города.

## Население
Согласно переписи населения, на 2006 год население Орукуна насчитывало 1043 человека, из них приблизительно 900 человек — представители коренных народов, относящихся к пяти различным племенным группам. Традиционный язык — преимущественно вик-мунгкан с примесью других диалектов. Английский язык преподаётся в школе. В Орукуне множество кланов и племён. Имеется приблизительно двадцать семей из 13 племенных групп, которые делятся на две фракции — «Верхний конец» и «Нижний конец». Ожесточённый конфликт между этими двумя фракциями регулярно создаёт проблемы в общине. Согласно переписям населения в разные годы, его количество было:
| Год переписи | Население (чел.) |
| ------------ | ---------------- |
| 1981         | 752              |
| 1991         | 784              |
| 2001         | 999              |
| 2006         | 1043             |
| 2016         | 1269             |

Почти треть населения составляют подростки 14-ти лет и младше, к сравнению во всём населении Австралии их доля составляет одну пятую часть.

## Образование
В городе есть объединённая начальная-средняя 10-летняя школа (с 1974 года). Уровень посещаемости значительно вырос благодаря прилежному и преданному своему делу коллективу Орукунской Школы Штата. ТАФЭ-колледж принимает на обучение 11-12-летних и более старших членов общины. 99 % школьников — это дети аборигенов и островитян пролива Торреса. Проводятся обучающие курсы шитья, ресторанного сервиса и кулинарии.

## Инфраструктура
В городе есть объединённая церковь, центр прикладного искусства, универсальный магазин и таверна.

## Коммунальное обслуживание

### Электричество
Электричество поставляется компанией Эргон (бывшая ФНКЭБ) через три генератора обеспечивающих подачу 240 вольт 24 часа в сутки.
Имеют место частые скачки напряжения и перебои.

### Вода
В городе есть водопровод и водный резервуар питаемый множеством скважин расположенных вокруг города. Часто случаются перебои.

### Канализация
В Орукуне имеется система коллекторов.

### Отдых
В центре отдыха есть новый плавательный бассейн с хлорированной морской водой и новый большой баскетбольный зал. Имеются открытые баскетбольные площадки и поле для регби. Команды Орукуна участвуют в футбольных и софтбольных состязаниях с другими общинами Кейп-Йорка каждые несколько месяцев.
Прогулки по бушу, рыбная ловля и кемпинг являются основными занятиями приезжающих туристов. Алкоголь должен потребляться в таверне, на вынос алкоголь не продают, также существует полный запрет на ввоз алкоголя на территорию графства. Для посещения общины необходимо разрешение совета графства Орукун.

### Медицина
В Клинике Здоровья Орукуна работает шесть медсестёр. Доктора РФДС проводят приём три дня каждую неделю, остальные специалисты посещают клинику каждые два месяца. В случае чрезвычайных ситуаций больных воздухом доставляют в Кэрнс с помощью РФДС. Ближайшая к Орукуну постоянно действующая больница находится в Уэйпе.
Также появилось ветеринарное обслуживание благодаря стартовавшей 6 декабря 2006 года программе «Собака Орукуна». На 12 мая 2007 года 280 собак было усыплено для ликвидации распространения двух видов «собачей чесотки» и других распространённых болезней собак.

### Безопасность
Орукун является одной из наиболее строго контролируемых общин в Австралии. В середине 2008 года, после консультации с советом графства Орукун, по всей территории общины были установлены 34 камеры слежения. Обзор камер охватывает почти всю территорию поселения и постоянно контролируются из Кэрнса. Обслуживание камер обходится в 12000$ ежемесячно, что является значительным сокращением расходов по сравнению с ежемесячной выплатой 60000$ частной охранной компании за патрулирование общины.